# Уингфилд, Роберт (дипломат)
Сэр Роберт Уингфилд (англ. Sir Robert Wingfield; ок. 1464 — 18 марта 1539) — английский дворянин и дипломат.

## Ранняя жизнь
Роберт Уингфилд родился около 1464 года. Седьмой сын сэра Джона Уингфилда (1428—1481) из Летерингема, Саффолк, члена Тайного совета Эдуарда IV и шерифа Норфолка и Саффолка, и Элизабет Фицльюис (ум. 1500), дочери сэра Джона Фитцльюиса из Вест-Хордона, Эссекс. Его братья — Хамфри Уингфилд и Ричард Уингфилд. Его воспитывала Энн, леди Скроуп, его мачеха. Впервые он завоевал популярность при короле Генрихе VII, когда вместе со своим братом Ричардом сражался против корнуоллских повстанцев в 1497 году.

## Дипломатический провал
Роберт Уингфилд был нанят Генрихом VII для выполнения миссии к императору Священной Римской империи Максимилиану и вернулся в январе 1508 года. 2 июля 1509 года он упоминается как рыцарь, причем по этому случаю Генрих VIII подарил ему часть конфискованных средств Эдмунда де ла Поля, 3-го герцога Саффолка. Последовали дальнейшие гранты, и 10 февраля 1511 года он был провозглашен «советником и эсквайром тела».
В том же месяце Роберт Уингфилд снова был отправлен с миссией к Максимилиану, а в следующем августе он и Сильвестр де Джильи, епископ Вустерский, были назначены послами на совете, созванном папой римским Юлием II в Латеране. Намерением папы было сформировать союз против Франции, к которому Генрих VIII присоединился 17 ноября. Фактически собор не открывался до мая 1512 года. Роберт Уингфилд оставался с императором в Брюсселе и других местах и, похоже, не присутствовал на его заседаниях. 30 сентября Максимилиан, узнав, что папа Юлий II болен, назначил Уингфилда и епископа Гуркского своими посланниками для поддержки кандидатуры своего кандидата в Риме; но, раздосадованный тем, что остался без денег, Роберт Уингфилд бесцеремонно исчез из двора Брюсселя, якобы в паломничестве, а на самом деле, чтобы присоединиться к своему брату сэру Ричарду в Кале. Тем временем ему было приказано вернуться к императору, затем в Германию, и 9 марта 1513 года он находился при императорском дворе в Вормсе. 18 апреля 1513 года он снова был в Брюсселе, и в тот же день его отправили обратно к императору в Аугсбург, чтобы заручиться его поддержкой плана короля Генриха VIII по созданию всеобщей альянса против Франции.
В награду за свои услуги он уже (14 июля) получил совместное пожизненное пособие со своим братом сэром Ричардом из канцелярии маршала Кале. Ранней осенью 1513 года он нанес краткий визит в Англию, но в мае 1514 года был в Вене, прося денег и своего отзыва. Военный успех французов в Италии в 1515 году означал, что Генрих VIII ещё больше стремился вовлечь императора Максимилиана в военный альянс против Франции. Максимилиан со своей стороны был готов продать себя тому, кто предложит самую высокую цену. Кардинал Томас Уолси, видя, что Максимилиан обманул посла, послал Ричарда Пейса проверить Роберта Уингфилда. Между Уолси и Уингфилдом завязалась острая переписка. Пейс тоже высмеивал доверчивость Уингфилда, как последний обнаружил, открыв переписку Пейса. Он также подделал подпись и печать Пейса на квитанции об отправке денег Пейсу и получил единоличный контроль над их распределением. Максимилиан ждал, пока Генрих VIII станет герцогом Миланским и в дальнейшем передаст его императору. Генрих в ответ последовал совету Пейса и отказался предоставить больше денег, а также выразил недовольство Уингфилдом за то, что он под свою ответственность авансировал императору 60 000 флоринов.
Летом 1516 года Генрих VIII написал Роберту Уингфилду письмо с порицанием. Однако между Генрихом и императором был заключен договор от 29 октября 1516 года, предусматривавший денежный аванс со стороны Генриха VIII в обмен на предложение императорской короны, которое должно было быть официально сделано Уингфилдом и кардиналом Сионским. Уингфилд принял императорскую присягу, но затем до него дошли слухи, что император Максимилиан тайно подписал Нойонский договор.
Кардинал Уолси, однако, продолжал нанимать Уингфилда и отправил его вместе с Катбертом Тансталлом и графом Вустером в Брюссель для переговоров с эрцгерцогом Карлом (будущим императором Карлом V). Миссии удалось добиться от Карла 11 мая 1517 года ратификации договора Генриха VIII с императором, заключенного в октябре прошлого года. Роберт Уингфилд покинул Брюссель 16 марта, чтобы вернуться к императорскому двору, находившемуся тогда в Нидерландах. 5 июня, получив от Генриха VIII указание следовать за Максимилианом обратно в Германию, Уингфилд написал королю категорический отказ. Ему не платили зарплату, его слуги отказались оставаться с ним, и он дал обет совершать паломничество в Англию.

## Возвращение к дипломатии
18 августа 1517 года Роберт Уингфилд был в Уэнам-холле, Саффолк. В течение следующих двух с половиной лет Уингфилд, похоже, оставался на пенсии в Англии. В ноябре 1520 года он освободил свой пост заместителя губернатора Кале и, по-видимому, в декабре 1521 года был назначен послом при дворе Карла V. Теперь он был не только королевским советником, но и членом Тайного совета и вице-камергером. Он прибыл в Брюссель 8 февраля 1522 года. Очевидно, он сопровождал Карла в Англию в июле. Но 14 августа он снова пересек Ла-Манш в качестве посла, на этот раз ко двору Маргариты Савойской в Брюсселе. Его инструкции заключались в том, чтобы убедить Маргариту оказать активную помощь планируемым операциям Карла и Генриха VIII против Франции. Он вернулся в Англию в мае 1523 года, но в августе был назначен командующим армией герцога Саффолка для вторжения во Францию. Похоже, он не принимал участия в кампании, оставаясь, по-видимому, в Кале, и был назначен лейтенантом замка под влиянием кардинала Уолси.
После битвы при Павии (23 февраля 1525 года) Генрих VIII готовился к вторжению во Францию. Уингфилд был назначен (11 апреля) в военный совет при герцоге Норфолке и в то же время был отправлен вместе с сэром Уильямом Фицуильямом в Брюссель для обсуждения согласованных мер с регентом Нидерландов. Последовала серия уклончивых переговоров, и когда планы Генриха о совместном вторжении во Францию уступили место союзу с французами (30 августа), Роберт Уингфилд объяснил изменение политики разговорами о необходимости международного мира для искоренения лютеранства.

## Губернатор Кале
В мае 1526 года Роберт Уингфилд вернулся в Кале и 1 октября 1526 года был назначен лордом-депутатом. Его реформа вызвала большое недовольство, в отношении которого Уингфилд в 1533 году был одним из комиссаров, назначенных для расследования. Осенью и зимой 1530—1531 года он расширил оборону. Его преемник, лорд Бернерс, был назначен лордом-депутатом Кале 27 марта 1531 года.
Роберт Уингфилд продолжал проживать в Кале, мэром которого он стал в 1534 году. У него была ценная собственность на окраине города площадью четыре тысячи акров, которую он арендовал у английской короны; это было болото, которое Уингфилд осушил, что ослабило обороноспособность города. После отрицательного отчета комиссии по этому вопросу дома, построенные Уингфилдом, были разрушены. Недовольство Уингфилда против лорда Лайла, сменившего Бернерса на посту лорда-депутата, вылилось в ссору в декабре 1535 года по поводу относительных прав мэра и лорда-депутата. Король поддержал Лайла, и Уингфилду грозило исключение из Тайного совета. За этим в июле 1536 года последовало внесение в парламент законопроекта об отмене гранта Уингфилда. Законопроект прошел через общину, но с трудом, и был отозван, но 25 июля Уингфилда убедили передать свой патент королю. Взамен Уингфилд получил в дар земли в окрестностях Гина. Однако Уингфилд подал иск в Гин против мелких чиновников, причастных к уничтожению его собственности. Лорд Лайл приостановил разбирательство, а Уингфилд в ответ добился избрания врага Лайла, лорда Эдмунда Говарда, мэром Кале. Однако Говард был смещен, и Уингфилд в январе 1538 года возобновил свои иски при дворе в Вестминстере.

## Браки
Первым браком Роберт Уингфилд женился на Элеоноре Рейнсфорд (ум. до 4 июля 1519 года), дочери сэра Уильяма Рейнсфорда из Брэдфилда, Эссекс, маршала Кале, от брака с которой у него не было детей.
Вторым браком он женился на Джейн (или Джоан) Пойнингс, одной из семи внебрачных детей сэра Эдварда Пойнингса (1459—1521) из Вестенхангера, Кент, от брака с которой у него также не было детей. Она была сестрой Томаса Пойнингса, 1-го барона Пойнингса (ум. 1545), Эдварда Пойнингса (ум. 1546) и сэра Эдриана Пойнингса. От первого брака с Томасом Клинтоном, 8-м бароном Клинтоном (ум. 1517), у Джейн был сын Эдвард Клинтон, 1-й граф Линкольн (1512—1585), лорд-адмирал Англии.

## Смерть
Роберт Уингфилд умер 18 марта 1539 года. Его вдова пережила его. Он был покровителем колледжа Рашворта или Рашфорда в Норфолке. В 1520 году его специально допустили в Линкольнс-Инн. Большую часть своей жизни он был противником лютеранства, но 25 февраля 1539 года, незадолго до своей смерти, он написал Генриху письмо, восхваляющее его церковную политику и оплакивающее свое прежнее невежество.
В 1517 году голландский книгоиздатель Дирк Мартенс, печатник Эразма, опубликовал книгу Роберта Уингфилда под названием Disceptatio super dignitate et Magnitudine Regnorum Britannici et Gallici, обитающую в utriusque Oratoribus et Legatis in Concilio Constantiensi, которая противодействовала антианглийским взглядам в Европе.